# Banco Woori
Woori Bank (en coreano: 우리은행), o Banco Woori es un banco con base en Seúl, Corea. El banco cambió su nombre en el 2002, e incluye los bancos Sangup, Hanil, y el Korea Peace Bank. Se solía llamar el Banco Hanvit. Woori Bank es parte del grupo financiero Woori Financial Group.
En el 2004, Woori Bank abrió el complejo industrial Gaeseong Industrial Complex en Gaeseong, Corea del Norte.